# Pulkkilanharju
Pulkkilanharju är en ås i Finland.   Den ligger i landskapet Päijänne-Tavastland, i södra Finland, 130 km norr om huvudstaden Helsingfors.
Åsen löper i sydsydväst-nordnordostlig riktning och bildar en 8 kilometer lång kedja av öar genom sjön Päijänne. Området ingår i Salpaussselkä UNESCO Geopark.

## Väg 314 och Karisalmi-bron
Väg 314 mellan Asikkala och Sysmä korsar Päijänne på broar mellan åsens öar, bland annat den 125 meter långa hängbron Karisalmi.

## Bildgalleri

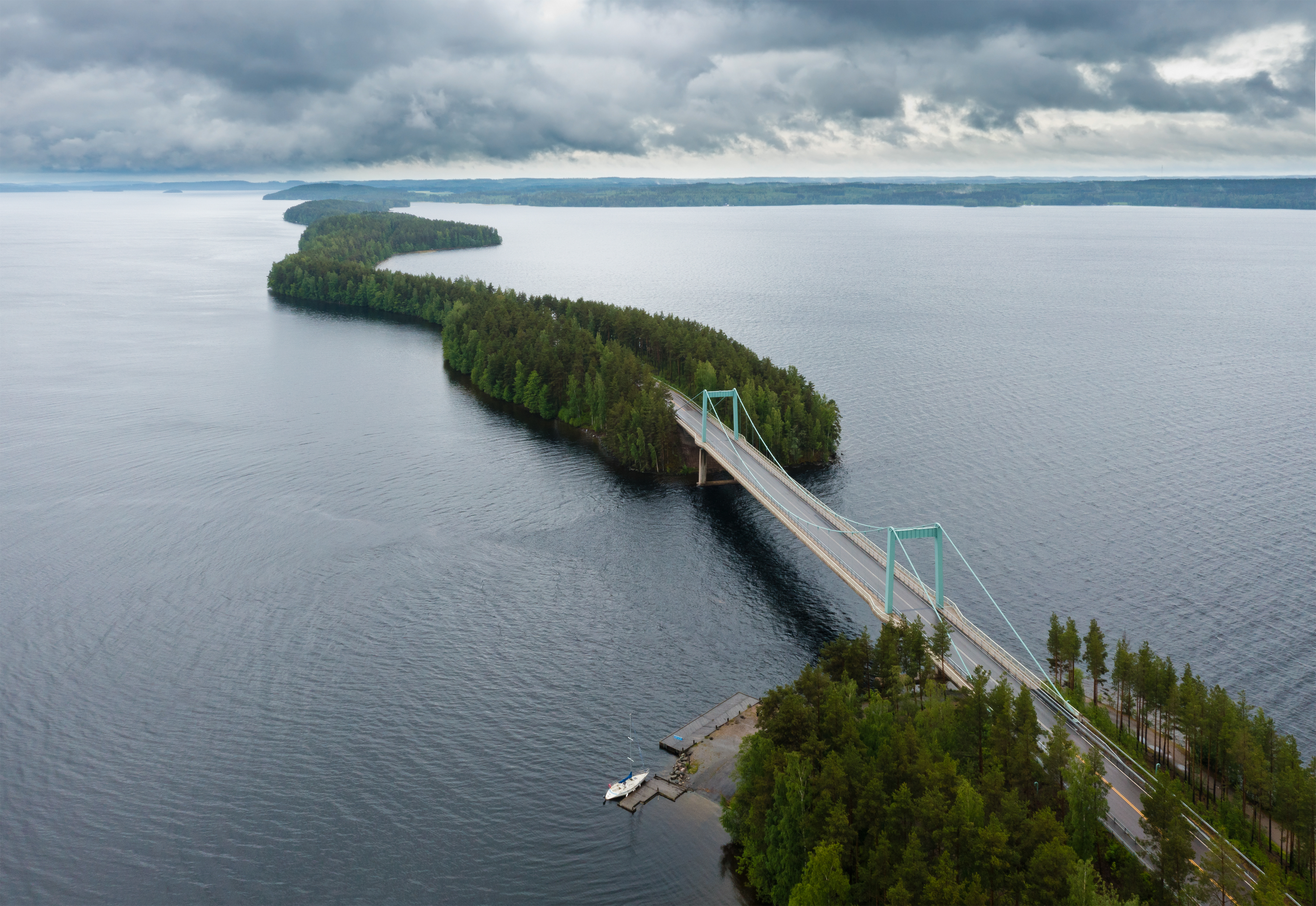
Pulkkilanharju-åsen genom sjön Päijänne och Karisalmi-bron.
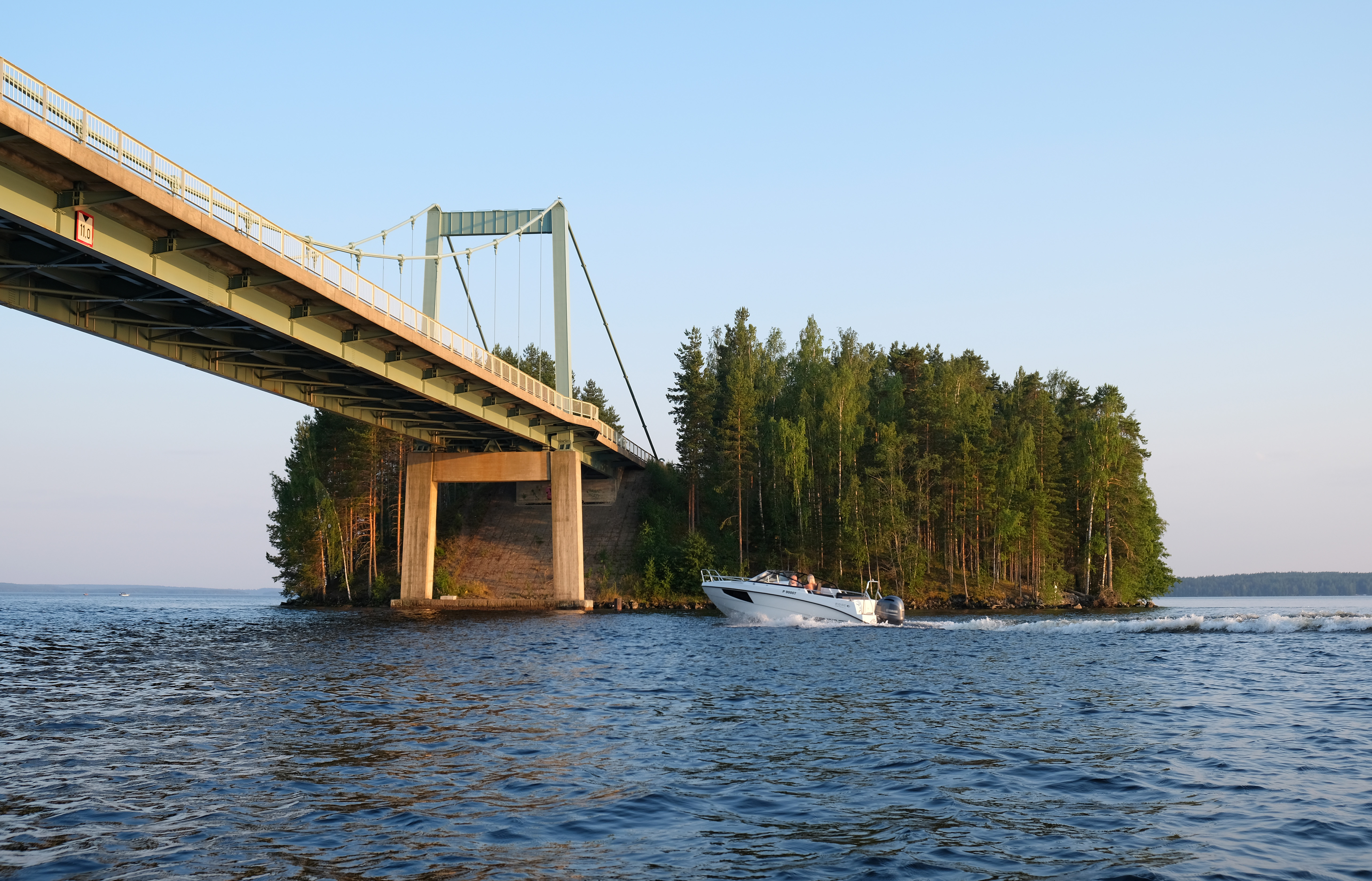
Karisalmi-bron.